# 혼고촌 (나가노현 스와군)
혼고촌(本郷村)은 나가노현 스와군에 있던 촌이다. 현재의 후지미정에 해당한다.

## 역사
- 1875년 3월 7일 - 혼고촌이 성립하였다.
- 1876년 8월 21일 - 나가노현에 소속되었다.
- 1889년 4월 1일 - 정촌제 시행에 의해 2촌의 구역을 확장해 혼고촌이 성립하였다.
- 1955년 4월 1일 - 후지미촌, 사카이촌,오치아이촌과 합병해, 후지미정이 성립하여 동일 혼고촌은 폐지되었다.

## 교통

### 철도
- 일본국유철도
  - 주오 본선 (통과는 하지만 역은 소재하지 않았다)

### 도로
현재는 구 촌역에 주오 자동차도가 통과하지만, 당시엔 미개통

## 참고문헌
- 角川日本地名大辞典 20 長野県